# Examensring

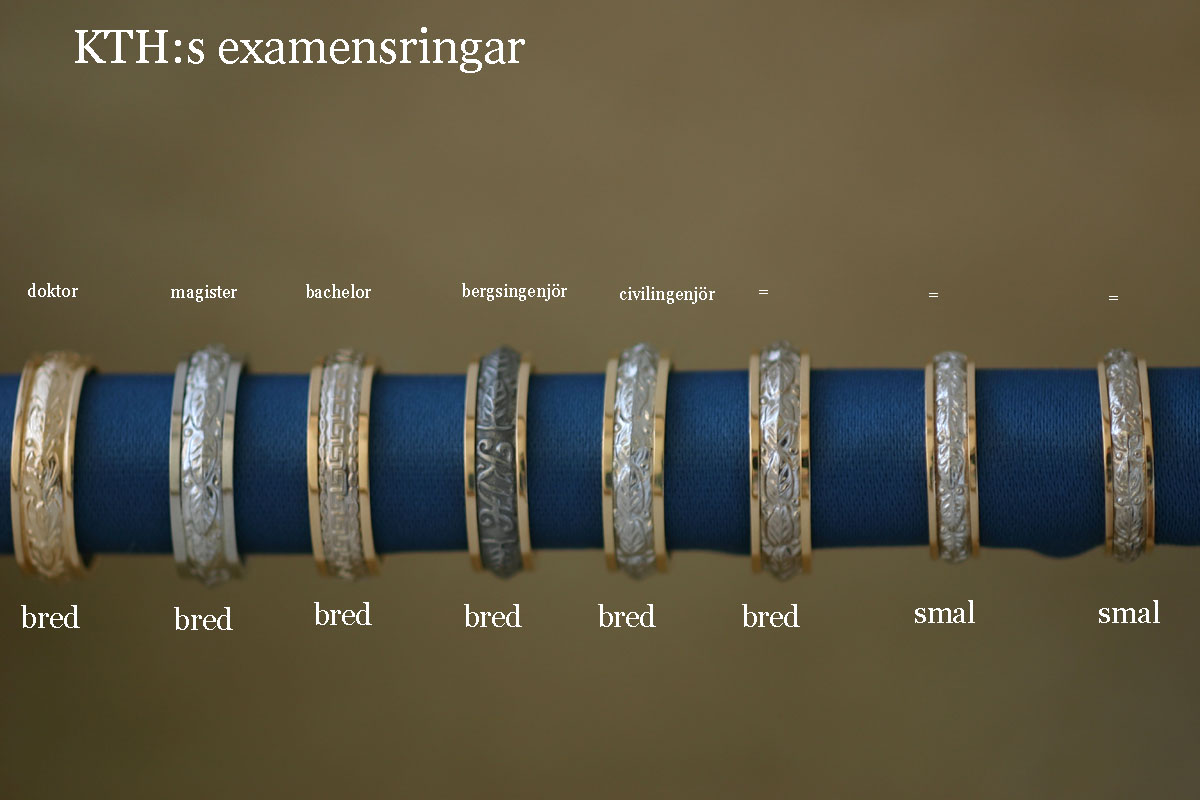
Kungliga tekniska högskolans examensringar.

Examensring är en fingerring som fungerar som förtjänsttecken för en akademisk eller annan examen. Den används framför allt av agronomer, ingenjörer, officerare och arkitekter. 